# Mirna Lacambra Domènech
Mirna Lacambra Domènech   (Sabadell, 7 de juny de 1933) és una soprano i promotora musical catalana.

## Biografia
Després de fer les primeres classes de piano amb la mestra sabadellenca Maria Paresols, el curs 1957-1958 es va matricular al Conservatori Superior de Música del Liceu de Barcelona, on va cursar la carrera de piano i de cant amb Eugenia Kemeny. Al llarg dels estudis, en què va obtenir màximes qualificacions, va començar a actuar al Teatre del Liceu. El seu primer contacte amb la sarsuela va tenir lloc durant la dècada de 1960 al Teatro de la Zarzuela.
Al llarg de la seva dilatada carrera artística com a cantant, l'han dirigida mestres com Anton Guadagno, Uve Munt, Leopold Hager i Giorgio Sebastian, entre d'altres. Ha comptat amb directors d'escena de la talla de Felsestein, Jean Pierre Ponelle i Friedrich. Ha interpretat òpera a nombrosos escenaris d'Europa, dels Estats Units i de l'Amèrica del Sud, com ara Santa Fe de Nou Mèxic, on va estrenar l'òpera Yerma, de Villa-Lobos, juntament amb Frederica von Stade.
L'any 1982 va contribuir a la fundació de l'Associació d'Amics de l'Òpera de Sabadell (AAOC) i quatre anys més tard, el 1986, abandonà la carrera musical per dedicar-se plenament a l'organització i direcció de les temporades d'òpera de Sabadell. Per mitjà d'aquesta associació, i amb la col·laboració de la Generalitat de Catalunya i de l'Ajuntament de Sabadell, es va crear el Circuit d'Òpera a Catalunya, que permet representar per diverses ciutats catalanes les diferents produccions operístiques produïdes a Sabadell. L'any 1987 va contribuir que l'AAOC fundés l'Orquestra Simfònica del Vallès. També va patrocinar el Concurs Engenio Marco per a Joves Cantants, refundat en l'Escola d'Òpera de Sabadell. L'any 2024 va fer públic que pel gener del 2025 deixaria la direcció artística del Circuit d'Òpera a Catalunya, gestionat des del 2021 per la Fundació Òpera de Catalunya.

## Premis i reconeixements
- 2001 - Creu de Sant Jordi[8]
- 2006 - Medalla de la Ciutat de Sabadell al mèrit cultural[9]